# Chersomorpha cataxeranta
Chersomorpha cataxeranta är en fjärilsart som beskrevs av Edward Meyrick 1938. Chersomorpha cataxeranta ingår i släktet Chersomorpha och familjen vecklare. Inga underarter finns listade i Catalogue of Life.